# 中国医科大学附属第四医院
中国医科大学附属第四医院 (英語：The Fourth Affiliated Hospital of China Medical University)，是一所集医疗、科研、教学、预防、保健、康复为一体的大型综合三级甲等医院，位于中华人民共和国辽宁省沈阳市皇姑区崇山东路4号，总建筑面积14.3万平方米，拥有床位1800余张，职工2301人。

## 历史沿革
医院始建于1909年11月，曾名为日本赤十字会社奉天病院，中国红十字会辽宁医院，中国医科大学内科学院，沈阳铁路局中心医院。
2004年10月10日，根据《关于进一步推进国有企业分离办社会职能工作意见》等文件要求，沈阳铁路局与中国医科大学举行了沈阳铁路局中心医院移交签字仪式，同年11月8日正式挂牌为中国医科大学第四临床学院、中国医科大学附属第四医院。

## 科室设置
中国医科大学附属第四医院拥有77个临床医辅科室，11个医技科室，20个教研室和9个临床专业实验室。